# Oberdorf am Hochegg
Oberdorf am Hochegg è una frazione di 727 abitanti del comune austriaco di Kirchberg an der Raab, nel distretto di Südoststeiermark (Stiria). Già comune autonomo, il 1º gennaio 2015 è stato aggregato a Kirchberg an der Raab assieme agli altri comuni soppressi di Fladnitz im Raabtal e Studenzen e alla località di Oberstorcha, già frazione del comune di Oberstorcha (a sua volta soppresso).